# Satomi Sanetaka
Satomi Sanetaka (1483 – 1533) è stato un daimyō del clan Satomi durante il periodo Sengoku.
Sanetaka era il secondo figlio di Satomi Shigeyoshi (1448-1505) e succedette a suo fratello maggiore Yoshimichi (1480-1518). Lottò per consolidare la sua guida ed espanse l'influenza del suo clan nei territori circostanti. Si scontrò con le forze Hōjō a Kamakura nel 1526, dando inizio ad una lunga rivalità per il controllo dell'area. Subì la defezione di molti servitore e commise seppuku nel 1533 quando era sotto attacco di suo nipote Satomi Yoshitoyo.